# حب أفلاطوني
الحب الأفلاطوني يقابله في الثقافة العربية الحب العذري هو نوع من الحب أو الرابطة القوية غير الرومانسية. سُمِّي تيمنًا باسم الفيلسوف اليوناني أفلاطون، لكن أفلاطون لم يستعمله بنفسه. يرتقي الحب الأفلاطوني الذي تطرق له أفلاطون للاقتراب من مستويات الحكمة والجمال الحقيقي بدءًا من الانجذاب المادي إلى أجساد الأفراد حتى الانجذاب إلى الأرواح، ثم الاتحاد مع الحق في نهاية المطاف. هذا هو التفسير الفلسفي القديم. يختلف الحب الأفلاطوني عن الحب الرومانسي. 

## التفسير الفلسفي
تناول أفلاطون الحب الأفلاطوني في نص الندوة الفلسفي الذي يتطرق إلى الحب أو الإيروس (إله الحب والرغبة والجنس) بشكل عام. يوضح نص الندوة احتمالات بدء شعور الحب وتطوره، الحب الجنسي واللاجنسي. من المهم التطرق لكلام سقراط الذي يُنسب للنبية ديوتيما عن فكرة الحب الأفلاطوني كوسيلة ارتقاء للتأمل في الإله. تُعرف خطوة هذا الارتقاء باسم «دَرَج الحب». يتلخص الاستخدام الأمثل لمحبة البشر في توجيه العقل نحو حب الإله وفقًا لوجهة نظر ديوتيما وأفلاطون عمومًا. يناقش سقراط الحب على أساس تصنيفات منفصلة للحمل، مثل: الإنجاب، وحمل الجسد، وحمل الروح، والاتصال المباشر بالوجود. يؤدي حمل الجسد إلى أطفال. ينتج حمل الروح -الخطوة التالية- إلى «الفضيلة» وهي ترجمة الروح (الحق) إلى شكلها المادي. 
«… الفضيلة بالنسبة للإغريق تعني التماثل الذاتي … حسب أفلاطون، الوجود أو الفكرة» (106)

### الإيروس
يلهم الفرد جميل العقل والنفس الآخرين بمحبة أفلاطونية حقيقية ويوجه انتباههم إلى الأمور الروحية في الحب الأفلاطوني الخالص. فسّر باوسانياس -في ندوة أفلاطون (181ب -182أ)- نوعين من المحبة أو الإيروس، هما: إيروس مبتذل أو حب الأرضي وإيروس إلهي أو حب أسمى. يعتبر الإيروس المبتذل ليس سوى انجذاب مادي نحو جسد جميل للمتعة والتكاثر. تبدأ المسيرة من الانجذاب المادي -الانجذاب نحو الشكل الجميل أو الجسد الجميل- ولكنه يتطور تدريجيًا إلى الحب الأسمى. تحول هذا المفهوم من الإله إيروس لاحقًا إلى مصطلح الحب الأفلاطوني. يرتبط الإيروس المبتذل والإيروس الإلهي -وهما جزئان من نفس العملية المستمرة للسعي وراء الكمال- بهدف إصلاح الطبيعة البشرية، والوصول في نهاية المطاف إلى الوحدة التي لا يكون فيها طموح للتغيير.  
«إن الايروس … لحظة من السمو … طالما لا يمكن امتلاك الآخر دون الذوبان في الآخر، إذ تنعدم الرغبة والسمو عند نقطة ما» (84)

### إيروس كإله
ناقش أفلاطون إيروس كإله يوناني في نص الندوة -بالتحديد كملك الآلهة- ويمدح كل ضيف من ضيوف إيروس.
«وهكذا أؤكد أن إيروس هو أقدم الآلهة وأشرفها وأكثرها كفاءة فيما يتعلق باكتساب الفضيلة والسعادة للبشر سواء كانوا أحياءً أو أمواتًا». -اقتباس أفلاطون من مدح فيدروس لإيروس

### الفضيلة
تعرف الفضيلة في نظر الفلسفة اليونانية بأنها المساواة بين الواقع والشكل المادي وبين الجوهر المثالي والحقيقي لفكرةٍ ما، مثل: الجمال. إن الفضيلة هي نتاج حمل الروح. يختلف هذا التعريف اختلافًا كبيرًا عن التفسير الإنجليزي الحديث للمصطلح، إذ تعادل الفضيلة ما هو جيد أو إيجابي أو خيري. ويمكن اعتبار ذلك شكلًا من أشكال النسبية اللغوية.
يشير إدراك بعض الكُتاب المعاصرين لمصطلحي «الفضيلة» و«الخير» بعد ترجمتهم من نص الندوة إلى الإنجليزية لسوء الفهم المطروح. يطرح الكاتب فكرة الفضيلة باعتبارها «الخير» ببساطة في الاقتباس التالي.
«... الخير هو الجمال، والجمال هو الخير ...»

### درج المحبة
يُسمّى درج المحبة على هذا النحو لأنه يربط بين كل خطوة نحو الوصول للذات كدرجات متتالية. كلما اقتربنا أكثر من الحقيقة، ابتعدنا أكثر عن الاهتمام بجمال الجسد وانتقلنا لمحبة أكثر تركيزًا على الحكمة ومغزى الجمال.